# Elecciones parlamentarias de Zimbabue de 2000
Las elecciones parlamentarias de Zimbabue de 2000 se realizaron el 24 y 25 de junio del mismo año. En estos comicios se efectuaron bajo el concepto de cambio, una liberación nacional exigida al ZANU-PF, que si bien logró imponerse, su mayoría fue menor a otras elecciones.

## Antecedentes

### Composición
El Poder Legislativo recae en el Parlamento es unicameral, con 120 escaños escogidos por sufragio directo y popular por un período de 5 años. El Presidente designa directamente a 12 miembros más para la Asamblea. Otros 10 miembros corresponden a jefes tradicionales de tribus escogidos por sus pares y 8 son gobernadores provinciales, también escogidos por el Presidente. En total, son 150 miembros.

### Campaña
El lema del ZANU-PF fue "La tierra es la economía, la economía es la tierra", sin embargo, sus promesas de redistribución de tierras venía desde hace tantos años que ya no causaba el mismo fervor revolucionario, más bien obtuvieron el respaldo acérrimo de veteranos de guerra, policía y fuerzas armadas. Al frente de la colectividad se encontraba el presidente Robert Mugabe, cuyo gobierno era blanco de críticas desde el extranjero, atacando su populismo y la crisis económica en la que estaba sumido el país.
Estas elecciones prometían cambio, no solo a través de la creciente fuerza del Movimiento por el Cambio Democrático (MDC), la principal fuerza opositora al ZANU-PF en los últimos veinte años, aumentando sus posibilidades de suceder al partido oficialista, bajo el liderazgo de Morgan Tsvangirai, exdirigente del Congreso de Sindicatos de Zimbabue.

### Violencia
La atención internacional se centró en la violencia política antes de las elecciones y la intimidación. Tras el referéndum de febrero, veteranos de la guerra de liberación comenzaron una campaña de invasión de tierras en granjas comerciales que eran propiedad de blancos. Ocuparon más de mil granjas y más de 30 personas perdieron la vida en enfrentamientos (unos 5 mil según organizaciones de derechos humanos). 
La oposición, liderada por el MDC expresó su preocupación ya que la policía aún no había efectuado ningún arresto incluso semanas después de varios asesinatos. Las invasiones a tierras fueron acompañadas por la destrucción de la propiedad. 
Los partidos de oposición afirmaron que la ocupación de tierras, la violencia y la intimidación eran parte de una estrategia del ZANU-PF para controlar las elecciones.

## Resultados electorales

### Votación nacional
|  | 51,7 % |

|  | 47,5 % |

|  | 0,63 % |

|  | 4,55 % |

|  | 97,32 % |

|  | 2,68 % |

|  | 100,00 % |

|  | 51,01 % |

### Votación por provincias
| Provincia | Unión Nacional Africana de Zimbabue - Frente Patriótico ZANU-PF | Unión Nacional Africana de Zimbabue - Frente Patriótico ZANU-PF | Unión Nacional Africana de Zimbabue - Frente Patriótico ZANU-PF | Movimiento por el Cambio Democrático MDC | Movimiento por el Cambio Democrático MDC | Movimiento por el Cambio Democrático MDC | Otros Partidos | Otros Partidos | Otros Partidos |
| --- | --------------------------------------------------------------- | --------------------------------------------------------------- | --------------------------------------------------------------- | ---------------------------------------- | ---------------------------------------- | ---------------------------------------- | -------------- | -------------- | -------------- |
| | Votos                                                           | %                                                               | Escaños                                                         | Votos                                    | %                                        | Escaños                                  | Votos          | %              | Escaños        |
| Bulawayo | 22.350                                                          | 13,15 %                                                         | 0                                                               | 142.379                                  | 83,78 %                                  | 8                                        | 5.217          | 3,07 %         | 0              |
| Harare | 84.987                                                          | 21,80 %                                                         | 0                                                               | 296.055                                  | 75,94 %                                  | 19                                       | 8.804          | 2,26 %         | 0              |
| Manicaland | 117.232                                                         | 41,81 %                                                         | 6                                                               | 125.908                                  | 44,90 %                                  | 7                                        | 37.274         | 13,29 %        | 1              |
| Mashonaland Central                                                                                           | 188.967                                                         | 78,82 %                                                         | 10                                                              | 47.587                                   | 19,85 %                                  | 0                                        | 3.206          | 1,34 %         | 0              |
| Mashonaland Oriental                                                                                          | 196.157                                                         | 72,33 %                                                         | 11                                                              | 64.987                                   | 23,96 %                                  | 1                                        | 10.067         | 3,71 %         | 0              |
| Mashonaland Occidental                                                                                        | 153.167                                                         | 63,64 %                                                         | 10                                                              | 78.823                                   | 32,75 %                                  | 2                                        | 8.684          | 3,61 %         | 0              |
| Masvingo | 163.018                                                         | 58,90 %                                                         | 12                                                              | 92.053                                   | 33,26 %                                  | 2                                        | 21.698         | 7,84 %         | 0              |
| Matabeleland Norte                                                                                            | 30.064                                                          | 20,97 %                                                         | 0                                                               | 105.492                                  | 73,57 %                                  | 7                                        | 7.826          | 5,46 %         | 0              |
| Matabeleland Sur                                                                                              | 56.166                                                          | 36,42 %                                                         | 2                                                               | 91.825                                   | 59,54 %                                  | 6                                        | 6.226          | 4,04 %         | 0              |
| Midlands | 193.736                                                         | 56,86 %                                                         | 11                                                              | 126.058                                  | 36,99 %                                  | 5                                        | 20.960         | 6,15 %         | 0              |
| TOTAL | 1.205.844                                                       | 48,10 %                                                         | 62                                                              | 1.171.167                                | 46,72 %                                  | 57                                       | 129.962        | 5,18 %         | 1              |
| Fuente: Zimbabue 2000: Resultados en Provincias - Instituto Electoral para la Democracia Sostenible en África |                                                                 |                                                                 |                                                                 |                                          |                                          |                                          |                |                |                |